# Coagglutination des globules rouges
 (août 2021).
La mise en forme du texte ne suit pas les recommandations de Wikipédia : il faut le « wikifier ».
Les points d'amélioration suivants sont les cas les plus fréquents :
- Les titres sont pré-formatés par le logiciel. Ils ne sont ni en capitales, ni en gras.
- Le texte ne doit pas être écrit en capitales (les noms de famille non plus), ni en gras, ni en italique, ni en « petit »…
- Le gras n'est utilisé que pour surligner le titre de l'article dans l'introduction, une seule fois.
- L'italique est rarement utilisé : mots en langue étrangère, titres d'œuvres, noms de bateaux, etc.
- Les citations ne sont pas en italique mais en corps de texte normal. Elles sont entourées par des guillemets français : « et ».
- Les listes à puces sont à éviter, des paragraphes rédigés étant largement préférés. Les tableaux sont à réserver à la présentation de données structurées (résultats, etc.).
- Les appels de note de bas de page (petits chiffres en exposant, introduits par l'outil «  Source ») sont à placer entre la fin de phrase et le point final[comme ça].
- Les liens internes (vers d'autres articles de Wikipédia) sont à choisir avec parcimonie. Créez des liens vers des articles approfondissant le sujet. Les termes génériques sans rapport avec le sujet sont à éviter, ainsi que les répétitions de liens vers un même terme.
- Les liens externes sont à placer uniquement dans une section « Liens externes », à la fin de l'article. Ces liens sont à choisir avec parcimonie suivant les règles définies. Si un lien sert de source à l'article, son insertion dans le texte est à faire par les notes de bas de page.
- La présentation des références doit suivre les conventions bibliographiques. Il est recommandé d'utiliser les modèles {{Ouvrage}}, {{Chapitre}}, {{Article}}, {{Lien web}} et/ou {{Bibliographie}}. Le mode d'édition visuel peut mettre en forme automatiquement les références.
- Insérer une infobox (cadre d'informations à droite) n'est pas obligatoire pour parachever la mise en page.

Pour une aide détaillée, merci de consulter Aide:Wikification.
Si vous pensez que ces points ont été résolus, vous pouvez retirer ce bandeau et améliorer la mise en forme d'un autre article.
L'agglutination mixte ou coagglutination des globules rouges est un test de laboratoire, utilisé dès les années 1950 d'abord en microbiologie puis en immuno-hématologie. 

## Présentation
Dans ce test, l'agglutination, témoin d'une réaction antigène-anticorps spécifique, implique deux  composantes  qui selon les cas peuvent être des particules inertes, des bactéries, ou d'autres cellules, en particulier des globules rouges. Dans ses applications immuno-hématologiques, l'agglutination des globules rougesporteurs d'un antigène donné (cellules tests), est provoquée par un anticorps spécifique de cet antigène qui, au lieu d'être libre comme dans le réactif liquide lors des groupages sanguins, est fixé, sans pouvoir les agglutiner, sur d'autres cellules porteurs du même antigène (cellules supports). C'est ainsi qu'en 1955-1956, Coombs et al. démontrent la présence des antigène A et B sur les plaquettes ou les cellules épidermiques humaines à l'aide des globules rouges,. Le caractère spécifique de la réaction est illustré par le Tableau 1
Ce principe a été appliqué en 1973 par Lalezari à son circuit automatique d'agglutination en flux continu, en utilisant les globules rougesà la fois en tant que cellules tests et cellules supports. Deux ans plus tard, Habibi et al. ont élargi cette application à d'autres méthodes d'hémagglutination en flux continu et en ont précisé les avantages, les mécanismes et les paramètres techniques en l'utilisant pour l'étude des anticorps et des antigènes des globules rouges.

## Mécanismes
Deux phénomènes conjoints expliquent la coagglutination. Premièrement, le transfert des molécules d'anticorps par proximité depuis les cellules supports où leur concentration est forte (sites antigéniques saturés) vers les cellules tests où cette concentration est nulle (sites antigéniques vacants), et deuxièmement, le pontage entre les deux protagonistes test et support (à condition qu'ils partagent la même spécificité antigénique), provoqué par l'anticorps, spontanément non agglutinant, dont un des sites fixant l'antigène est libre et spécifique de cet antigène commun.

## Avantages
1- L'économie de réactif : L'utilisation des globules rouges supports recouverts d'anticorps à la place d'anticorps en phase liquide réduit considérablement la consommation de celui-ci  lors des groupages sanguins.
2- La possibilité d'utiliser des mélanges d'anticorps au lieu d'anticorps purifié : En sélectionnant les GR supports ayant une composition antigénique adaptée, ceux-ci tamiseront le mélange en ne fixant qu'une de ses  spécificités, les autres, non fixés, étant éliminés par simple lavage. Le mélange  pourra ainsi servir directement de réactif de groupage sans nécessité de purification préalable. Par exemple, un mélange d'anticorps anti-A, anti-B, anti-C et anti-D, fixé sur des GR supports porteurs de l'antigène D à l'exclusion des antigènes A, B et C deviendra un réactif anti-D mono-spécifique et pourra ainsi servir de réactif de groupage.
3- La détermination directe de la spécificité des auto-anticorps qui dans les anémies hémolytiques auto-immunes recouvrent in vivo la surface des GR rendant inutiles les procédés d'élution qui peuvent s'avérer laborieux ou peu efficaces.

___________________________________________________________________________________________________
                                                                              Anticorps anti-D  :                            Anticorps anti-C  :
composition antigénique des GR tests                 libres     fixés sur GR supports        libres      fixés sur GR supports
D+             D-                                    C+              C-         
D+ C-                                                        ++       +++            --                        --            --                --        
D- C+                                                         --           --             --                       ++         +++              --
D+ C+                                                       ++        +++           --                        ++         +++             --
D- C-                                                          --          --              --                        --            --               --____________________________________________________________________________________________________
Tableau 1- Résultat et spécificité des réactions (++:agglutination simple, +++:coagglutination, -- :absence de réaction)